# Kouh-Ouest
Kouh-Ouest là một tỉnh của Chad ở vùng Logone Oriental, một vùng của Chad với thủ phủ là Béboto.

## Hành chính
Tỉnh gồm 3 phó tỉnh (sous-préfectures):
- Béboto
- Baké
- Dobiti